# Jugger

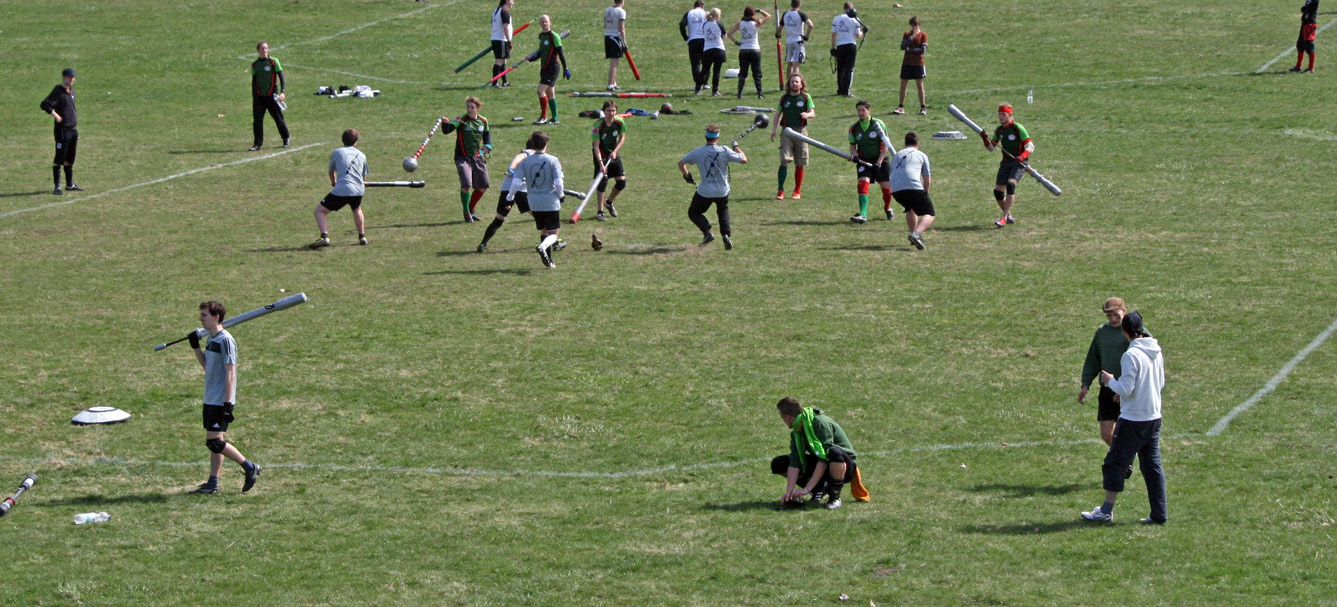
Vogelperspektive eines Jugger-Spiels

Jugger [ˈdʒʌɡə(r)] ist eine moderne Sportart, welche die Eigenschaften von Mannschaftssport mit Elementen verschiedener Individualsportarten wie Fechten oder Ringen miteinander verbindet.
Jugger bezeichnet sowohl das Spiel an sich, als auch die teilnehmenden Spieler. Bei dem Spiel geht es darum, den Spielball (Jugg) so oft wie möglich in das gegnerische Tor (Mal) zu bringen, um einen Punkt für das eigene Team zu erzielen. In jeder Mannschaft kann nur ein Spieler mit dem Spielball einen Punkt erzielen. Die anderen Spieler gehen mit gepolsterten Sportgeräten (Pompfen) gegeneinander vor, um die gegnerische Mannschaft am Punkten zu hindern. Da alle Sportgeräte gut gepolstert sind, ist Jugger nicht gefährlicher als andere Mannschaftssportarten. Eine Besonderheit des Juggersports liegt darin, dass es keine nach Geschlechtern getrennten Mannschaften gibt.

## Geschichte
Seinen Ursprung hat Jugger in dem dystopischen Spielfilm „Die Jugger – Kampf der Besten“ aus dem Jahr 1989, mit Rutger Hauer in der Hauptrolle. Der Regisseur und Drehbuchautor David Webb Peoples erfand das Spiel für die Handlung des Films. Hier spielen umherziehende Mannschaften um ihren kargen Lebensunterhalt, viele mit dem Ziel vor Augen, einmal in die sagenumwobene „Liga“ aufgenommen zu werden, in der, Gladiatorenwettkämpfen gleich, zur Belustigung der Wohlhabenden Wettkämpfe ausgetragen werden. Im Film wird äußerst brutal gespielt, so dass Knochenbrüche und Platzwunden die Regel sind. Das reale Spiel hingegen ist ungefährlich.
Das erste nachgewiesene Spiel fand 1993 auf einem Liverollenspiel der LARP-Gruppe Die Dilettanten aus Heidelberg statt. Auf dem DracCon VII im Sommer 1993 wurde ebenfalls eine Jugger-Vorform gespielt. Die Ausübung des Juggerspiels begann sich in Deutschland seit dieser Zeit zu verbreiten. Die Regeln wurden durch Ausprobieren definiert und nach Kontakt der Gruppen angeglichen. Das erste Turnier außerhalb eines Liverollenspiels fand 1995 in Hamburg statt. Die erste Deutsche Jugger-Meisterschaft fand 1998 in Berlin statt. Die deutsche Juggerliga wurde 2003 eingeführt und setzt sich aus mehreren lokalen Turnieren über ganz Deutschland verteilt zusammen.
2006 wurde die Sportförderungswürdigkeit des Jugger e. V. aus Berlin durch den Landessportbund Berlin begutachtet und 2007 durch die Senatsverwaltung für Inneres und Sport anerkannt.
Das erste Turnier mit internationaler Beteiligung des Teams Setanta aus Irland wurde im Mai 2007 in Hamburg ausgetragen. Auf der 11. Deutschen Meisterschaft in Berlin 2008 war mit der australischen Mannschaft Red Backs erstmals eine außereuropäische Mannschaft vertreten. Im September 2014 fand in Villingen-Schwenningen mit der 17. Deutsche Meisterschaft bei 64 teilnehmenden Mannschaften das bis dahin größte Juggerturnier statt. Die World Club Championship 2020+ im Oktober 2021 in Berlin mit 69 teilnehmenden Teams stellt das größte Turnier jemals dar.

## Regeln und Grundsätze

Plan des Spielfeldes. Die weißen Punkte stellen den Mittelpunkt sowie die beiden Male dar.

Im deutschen Regelwerk sind die offiziellen Regeln niedergeschrieben. Änderungen werden nach subjektiv ausreichender Testphase vorgeschlagen und anschließend von den deutschen Teams anhand der Umsetzbarkeit und Funktion gewählt. Trotz der einheitlichen Grundlage gibt es lokale Regelvariationen. Folgend wird ein Auszug der wichtigsten deutschen Grundregeln erklärt.

### Spielfeld
- Länge (gesamt): 40 m
- Breite (gesamt): 20 m
- große Seitenlinien: 30 m
- Grundlinie: 10 m

Das Spielfeld sollte eine gleichmäßige Ebene ohne Gefälle sein. Eine einfache Rasenfläche ohne viel Bewuchs hat sich als optimaler Spielgrund bewährt. Das Spielfeld wird mit acht Linien abgegrenzt, davon zwei Grundlinien und sechs Seitenlinien. Der Mittelpunkt des Spielfeldes ist markiert. Auf diesen Punkt legt der Hauptschiedsrichter zu Beginn eines Spielzuges den Spielball.
Mal
Zwei Meter von der Grundlinie entfernt befindet sich das Mal, eine Art Nest, in das der Spielball gesteckt werden muss, um einen Punkt zu erzielen. Jedes Team besitzt ein Mal. Die Form des Mals entspricht der eines Kegelstumpfes, dessen Basis einen Durchmesser von ca. 50 cm hat. Auf der Oberseite befindet sich ein Loch mit ca. 12 cm Durchmesser, in welchem der Spielball platziert wird. Das Mal ist komplett aus Schaumstoff gefertigt und muss vollständig gepolstert sein. Das Mal darf nicht verschoben oder blockiert werden (z. B. durch eine Pompfe oder den eigenen Körper).
Jugg
Im Film wird ein Hundeschädel als Spielball genutzt. Im Sport muss dieser nicht wie ein echter Hundeschädel aussehen, muss aber aus Schaumstoff bestehen und ca. 30 cm lang und ca. 12 cm breit sein. Der Schädel wird auch als Jugg bezeichnet.

### Spieler
Eine Mannschaft besteht aus fünf Feldspielern und bis zu drei Auswechselspielern. Einer der Feldspieler ist ein Läufer; die restlichen vier Feldspieler sind Pompfer.
Läufer
Der Läufer, auch Qwik genannt, trägt keine Pompfe und ist somit gegen die Pompfer ungeschützt. Er darf als einziger den Jugg mit den Händen tragen, werfen und in das Mal stecken. Er darf den Jugg nicht treten. Die Läufer dürfen miteinander ringen.
Pompfer
Die Pompfer dürfen frei zwischen den Varianten der Sportgeräte wählen, wobei höchstens eine Kette pro Team verwendet werden darf. Sie haben die Aufgabe, ihren Läufer zu beschützen und ihm den Weg frei zu machen, bzw. den gegnerischen Läufer zu behindern. Sie dürfen den Jugg mit ihren Pompfen spielen, aber nicht damit tragen. Ebenso dürfen sie den Jugg nicht treten oder mit den Händen berühren.

### Ablauf
Zu Beginn jedes Spielzuges stellen sich die Mannschaften hinter ihrer Grundlinie auf und der Jugg wird in der Mitte des Feldes platziert. Nach dem Startkommando des Schiedsrichters „3 – 2 – 1 – Jugger!“ (die Zahlen in der jeweiligen Landessprache oder Englisch) dürfen beide Mannschaften das Spielfeld betreten. Die Läufer versuchen den Jugg zu nehmen und ihn in das gegnerische Mal zu stecken. Bleibt der Jugg im Mal stecken und berührt kein Läufer mehr den Jugg, so bekommt seine Mannschaft einen Punkt. Mit dem Erzielen eines Punktes endet der Spielzug und die Mannschaften stellen sich neu auf. Zwischen den Spielzügen haben die Mannschaften die Gelegenheit, Spieler ein- und auszuwechseln, sowie ihre Taktik zu besprechen. Es werden so viele Spielzüge gemacht, bis die Zeit abgelaufen ist. Es gewinnt das Team, welches nach Spielende die meisten Punkte hat. Bei Punktegleichstand wird ein Golden Jugg gespielt. Dazu wird ein neuer Spielzug gestartet. Die Mannschaft, die diesen Spielzug gewinnt, erhält einen Punkt und gewinnt damit das Spiel.
Zeitmessung
Die Zeitmessung geschieht im Film durch das Werfen von Steinen an einen Gong. Daher bezeichnet man die Zeiteinheit beim Jugger als „Steine“. Jedoch hat sich die symbolische Verwendung von Trommelschlägen etabliert. Historisch bestanden Spiele aus zwei Halbzeiten von je 100 Steinen Länge. Die Zeitspanne eines Steins ist auf 1,5 Sekunden festgelegt, damit bestand eine Halbzeit aus 2:30 Minuten reine Spielzeit. Da die Spielzeit nur während eines Spielzuges abläuft, sind Spiele deutlich länger als die reine Spielzeit, was die Zeitplanung bei Turnieren erschwert. Dies hat dazu geführt, dass auf Turnieren vorwiegend Spiele nach Sätzen geplant werden.
Spiel nach Sätzen
Es ist auch möglich, statt einer Zeitbegrenzung eine Punktebegrenzung festzulegen. Häufig sind die Punkte so begrenzt, dass ein Team einen Satz gewonnen hat, falls es zuerst 5 oder 7 Punkte erreicht und das Spiel gewonnen hat, falls es zwei Sätze gewonnen hat. Zwischen den Sätzen werden die Seiten gewechselt.

### Pompfen

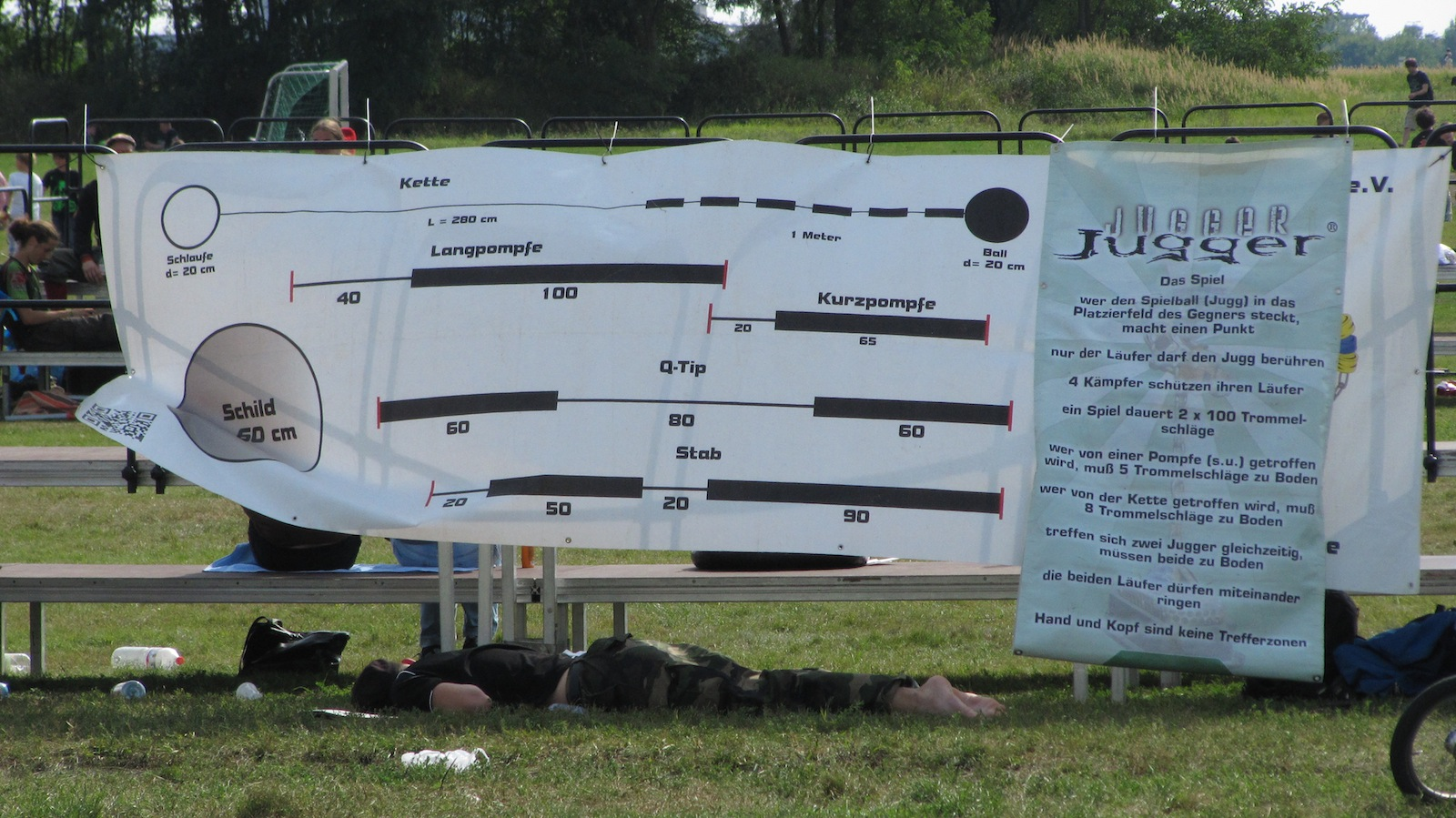
Jugger-Spielregeln, Berlin-Tempelhof, 2012

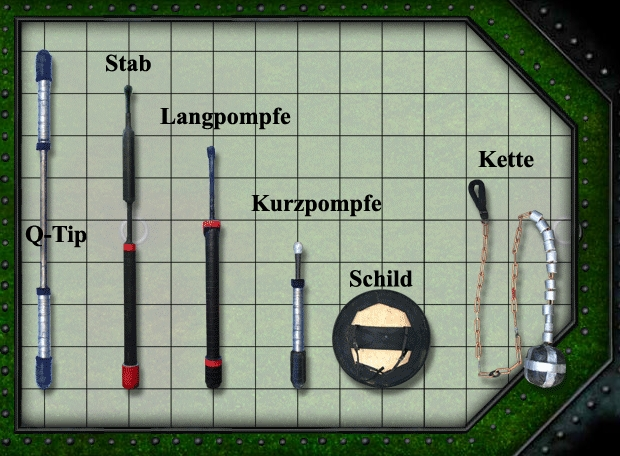
Pompfen nach Berliner Vorbild

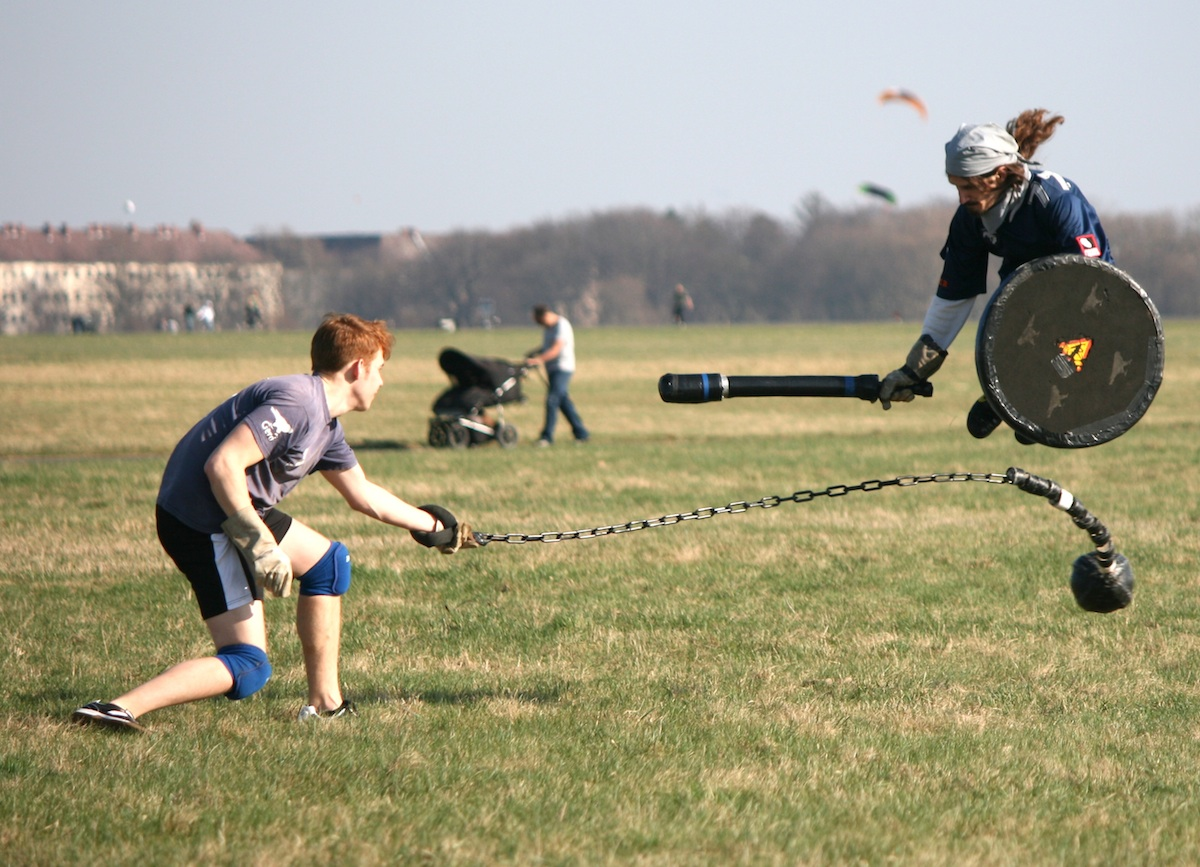
Ein Schildspieler weicht dem Angriff einer Kette durch einen Sprung aus

Die verwendeten Sportgeräte beim Jugger heißen Pompfen. Stilisierte Schwertklingen o. ä. sind verboten. Die Polsterung muss rund und sorgfältig ausgeführt sein. Es gibt sechs verschiedene Pompfenarten, diese werden auch unterteilt in Kette und „Nahpompfen“.
Stab
Länge: 180 cm (davon 25 cm Griff, 45 cm Schaumstoff, 20 cm Griff, 90 cm Schlagfläche)

Der Stab ist mit je einer Hand an jeder Grifffläche zu führen. Der Stab ist die einzige Pompfe, mit der nicht gestochen werden darf. Sollte ein Spieler mit der Fläche zwischen den beiden Griffen getroffen werden, zählt dies nicht als Treffer.
Q-Tip
Länge: max. 200 cm (davon min. 55 cm Schlagfläche, max. 80 cm Griff, min. 55 cm Schlagfläche; dabei dürfen Griff und je eine Schlagfläche zusammen max. 140 cm lang sein)

Der Q-Tip ist mit bis zu zwei Metern Länge die größte Nahpompfe und hat zwei Schlagflächen. Beide Hände müssen sich am Griff befinden, sonst zählt ein Treffer nicht. Meistens sind Q-Tips symmetrisch, auch wenn das Regelwerk dies nicht vorschreibt. Mit dem Q-Tip darf gestochen werden.
Langpompfe
Länge: 140 cm (davon 40 cm Griff, 100 cm Schlagfläche)

Die Langpompfe ist insgesamt 140 cm lang. Davon macht die Länge des Griffs 40 cm aus. Sie muss mit beiden Händen am Griff geführt werden. Treffer, die einhändig gesetzt wurden, zählen nicht. Mit der Langpompfe darf gestochen werden.
Kurzpompfe
Länge: 85 cm (davon 25 Griff, 60 cm Schlagfläche)

Die Kurzpompfe ist die kürzeste Pompfe und wird einhändig geführt. Gespielt wird vor allem mit einer Kurzpompfe und einem Schild, zwei Kurzpompfen sind allerdings auch erlaubt. Mit einer Kurzpompfe darf gestochen werden.
Schild
Maße: rund mit Durchmesser von 60 cm

Der Schild hat einen Durchmesser von 60 cm. Es sind nur Rundschilde erlaubt, da man sich an eckigen Schilden verletzen kann. Der Rand und die Vorderseite sind gepolstert. Es gibt Schilde, die mit Gurten am Arm befestigt sind, und Schilde mit Mittelgriff, die dort mit einer Hand gehalten werden. Der Schild wird einhändig in Kombination mit der Kurzpompfe geführt. Der Schild dient nur zur Abwehr, mit ihm kann also weder getroffen noch gepinnt werden.
Kette
Länge: max. 320 cm (davon min. 20 cm Durchmesser des Kettenballs und bis zu 300 cm Kette)

Die Kette besteht aus einer Schlaufe, einem „Kettenstrang“ und einem gepolsterten Kettenball. Historisch bestand der Kettenstrang aus Kettengliedern, aktuell werden aber fast ausschließlich polstergefüllte Schlauchbänder oder gepolsterte Gurtbänder gespielt. Die Schlaufe der Kette muss sich an Arm oder Hand des Kettenspielers befinden. Mit der Kette kann nicht gepinnt werden. Falls die Kette eine Nahpompfe umwickelt hat, gelten besondere Regeln, siehe #umwickelte Pompfen.

### Treffer
Trefferzonen

Trefferzonen nach dem deutschen Grundregelwerk

Ein gültiger Treffer ist dann erreicht, wenn die Pompfe des Treffenden regelkonform geführt wurde, eine gültige Trefferzone des Spielers getroffen wurde und – falls es sich um eine Kette handelt – die Kette nicht gefangen ist. Treffer an der Kleidung zählen auch. Welche Bereiche als Trefferzone gelten ist abhängig von der Rolle des Spielers:
- Bei Läufern gilt der gesamte Körper als Trefferzone, bis auf den Kopf. Hält der Läufer einen Jugg in der Hand, zählt dieser ebenfalls als Trefferzone, damit der Läufer keine Schläge mit dem Jugg abwehren kann.
- Bei Kettenspielern gilt der gesamte Körper als Trefferzone, bis auf den Kopf.
- Bei Nahpompfern gilt der gesamte Körper als Trefferzone, bis auf den Kopf und die Hände. Die Handgelenke sind jedoch Teil der Trefferzone.

Wird in einer Bewegung zuerst der Kopf oder Hals getroffen und innerhalb der gleichen Schlagebewegung eine gültige Trefferzone, so zählt auch dieser Treffer nicht. Wird andersherum, zuerst eine gültige Trefferzone und danach der Kopf oder Hals getroffen, zählt der Treffer.
Wenn sich zwei Spieler scheinbar gleichzeitig treffen und nicht geklärt werden kann, wer zuerst getroffen hat, gelten beide als getroffen.
Strafknien
Wird ein Spieler von einer Pompfe mit einem gültigen Treffer getroffen, wird er zu einem „inaktiven Spieler“. Das heißt, er hat sich auf den Boden zu knien und darf nicht in das Spielgeschehen eingreifen. Die Auszeit für von Pompfen getroffene Spieler beträgt fünf Steine. Kettentreffer werden mit acht Steinen bestraft. Diese Zeit muss mit einer Hand, die auf dem Rücken gehalten wird, sichtbar abgezählt werden. Nach Ablauf der Zeit darf der Spieler wieder aktiv werden, er kann aber auch weiter inaktiv bleiben.
Besitzt der Spieler eine Pompfe, so muss diese flach auf den Boden gelegt werden, so dass kein anderer Spieler darüber stolpern kann. Ist der Spieler ein Läufer und trägt den Jugg, dann muss er den Jugg so neben sich auf den Boden legen, dass der gegnerische Läufer ihn aufnehmen kann.
Spieler, die ihre Strafzeit abgesessen haben, gelten wieder als aktiv, sobald sie die Zählhand vom Rücken genommen oder das Knie vom Boden gelöst haben. Spieler, die fälschlicherweise vor Ablauf der Strafzeit aufgestanden sind, können von den Schiedsrichtern zum erneuten Abknien unter Abzählen der vollen Strafzeit gezwungen werden.
Pinnen

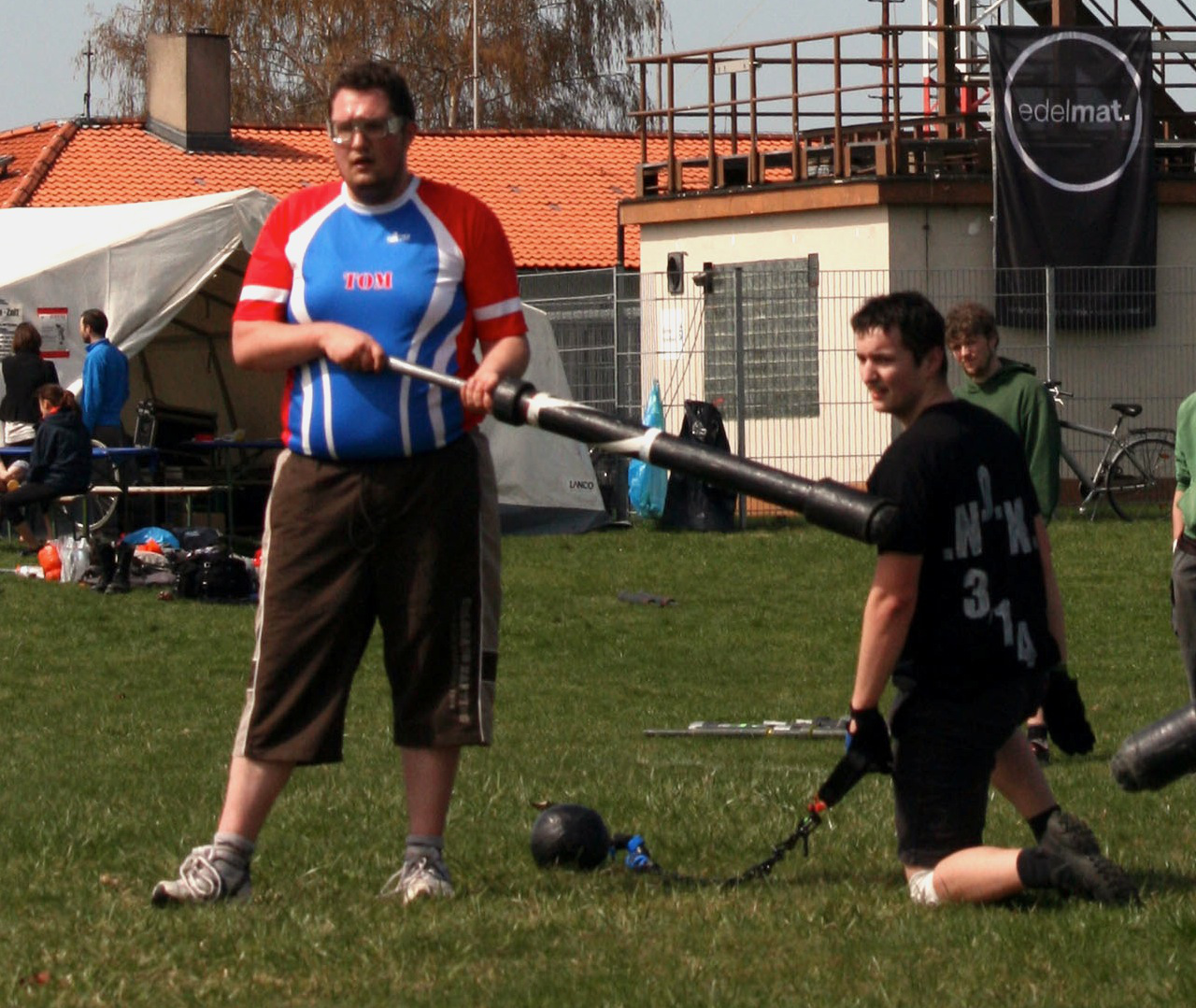
Der Spieler in dem schwarzen Trikot wird gepinnt

Inaktive Spieler können gepinnt werden. Dabei wird die Schlagfläche einer Nahpompfe auf eine gültige Trefferzone des inaktiven Spielers gelegt. Solange ein Spieler gepinnt wird, darf er nicht wieder aktiv werden. Ein gepinnter Spieler darf während eines Pins seine Auszeit weiter abzählen.
Wird ein Pin gelöst, so darf der Spieler frühestens mit dem Ertönen des nächsten Steins wieder aufstehen. Hat der Spieler noch verbleibende Auszeit abzuzählen, so muss er weiter inaktiv bleiben, bis er seine Auszeit abgezählt hat.
umwickelte Pompfen
Wenn eine Kette um eine Nahpompfe gewickelt ist (min. eine Umwickelung) gilt die Kette als „gefangen“ und die Nahpompfe als „umwickelt“, bis die Kette wieder abgewickelt ist. Für die gefangene Kette und die umwickelte Pompfe gelten folgende Einschränkungen:
- Mit der gefangenen Kette kann nicht getroffen werden. (Pins sind mit Ketten grundsätzlich nie möglich)
- Mit der umwickelten Pompfe kann nicht getroffen oder gepinnt werden. Einzige Ausnahme bildet der Kettenspieler: Dieser kann von der umwickelten Pompfe getroffen, allerdings ebenfalls nicht gepinnt werden.

### Aus
Wenn ein Spieler das Aus berührt oder den Jugg ins Aus befördert, muss er 5 Steine strafknien. Dazu darf er zuerst wieder zum Spielfeld zurückkehren. Die Linien, die das Spielfeld begrenzen gehören ebenfalls zum Aus. Befindet sich der Jugg im Aus, darf der Läufer ihn wiederholen, ohne danach strafknien zu müssen. Auch zu Beginn eines Spielzuges befinden sich zwar streng genommen alle Spieler zunächst im Aus, es muss aber kein Spieler aufgrund dessen nach dem Betreten des Spielfeldes strafknien.

### Läuferkampf
Läufer dürfen den jeweils gegnerischen Läufer behindern. Als Angriffsfläche gilt nur der Oberkörper, aber nicht der Kopf. Berührt der Läufer mit mehr als nur seinen Füßen den Boden, zählt der ganze Körper (außer dem Kopf) als Angriffsfläche. Erlaubte Techniken sind das Schieben, Greifen, Festhalten, Zu-Boden-Ringen und Ins-Aus-Tragen des Gegners. Verboten sind Schläge, Tritte, Würfe, Hebel, das Ziehen der Arme oder des Trikots, Stoßen in Laufrichtung, in den Gegner Hineinrennen oder -springen und alle sonstigen Angriffe, welche auf Verletzung des Gegners abzielen oder ihn außerhalb der erlaubten Angriffsfläche treffen. Dies gilt lediglich für die deutschen Regeln, in Irland und Australien wird der Läuferkampf rugbyähnlicher gehandhabt (zum Beispiel sind Tacklings aus dem Lauf und in Laufrichtung erlaubt).

### Schiedsrichter
Schiedsrichter achten darauf, dass alle Spieler die Regeln einhalten, sprechen sie auf Fehlverhalten an, verhängen Strafen, unterbrechen bei Verletzungen das Spiel und sorgen allgemein für einen reibungslosen Ablauf. Ebenfalls befördern sie den Jugg zurück ins Spielfeld, falls er es verlassen hat und kein Läufer den Schiedsrichtern zuvor kam. Damit sie die Laufwege der Spieler nicht behindern, befinden sie sich meistens außerhalb des Spielfeldes. Neben den allgemeinen Aufgaben hat jeder Schiedsrichter zusätzliche Aufgaben:
- Der Hauptschiedsrichter verkündet nach einem Spielzug den Punktestand und die verbleibende Spielzeit. Er achtet außerdem darauf, dass die Halbzeitpause nicht länger als 5 Minuten dauert und verkündet den Golden Jugg. Bei Unstimmigkeiten unter den Schiedsrichtern hat er das letzte Wort. Er bewegt sich entlang der Seitenlinie.
- Der Nebenschiedsrichter bewegt sich auf der gegenüberliegenden Seitenlinie und unterstützt den Hauptschiedsrichter.
- Die beiden Malschiedsrichter kontrollieren in ihrer jeweiligen Hälfte, ob der Jugg im Mal platziert wurde und rufen dann entweder „Jugg“ oder „Weiter, kein Jugg“. Außerdem achten sie bei Beginn eines Spielzuges darauf, dass die Spieler auf ihrer Seite das Spielfeld regelkonform betreten und können den Spielzug abbrechen.
- Der Punktezähler zählt die Punkte und informiert nach jedem Spielzug den Hauptschiedsrichter über den Punktestand.

## Australische Regeln

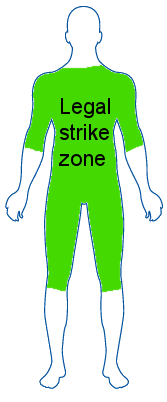
Trefferzone nach Australischen Regeln

Die australischen Regeln unterschieden sich teilweise von den deutschen Grundregeln. Einige Elemente sind weitaus näher an die Form angelehnt, wie sie im Film gespielt wird, aufgrund der damit verbundenen Härte dienen wiederum andere Elemente der gesteigerten Sicherheit.
Es existieren noch andere Formen in den jeweils anderen Ländern. Die deutschen Regeln sind jedoch die ersten gewesen und die australischen waren die ersten nachfolgenden. Diese beiden Grundarten finden sich somit in allen weiteren Umsetzungen in gewandelter, bzw. kombinierter Form.

### Mal
Das Mal bestand bis Anfang des 21. Jahrhunderts aus einer Schaumstoff-Stange, auf welche der Schädel aufgespießt werden muss. Seitdem werden europäische Male verwendet.

### Pompfer
Es muss neben dem Läufer und dem Kettenspieler mindestens eine lange Pompfe und eine kurze Pompfe vertreten sein. Diese Gattungen können doppelt vertreten sein (z. B. eine lange Pompfe und zwei kurze Pompfen, oder zwei lange Pompfen und eine kurze Pompfe).

### Pompfen
Die Pompfen sind von ähnlicher Beschaffenheit, jedoch gibt es eine Vielzahl von Möglichkeiten, die Pompfen zu gestalten.
So gibt es z. B. Äxte, Sensen, Hämmer usw. Auch hier gilt die vorgeschriebene Polsterung, zur Vermeidung und Vorbeugung von Verletzungen.

### Treffer
Die Unterarme sowie die Waden und Füße gehören nicht zur Trefferzone. Den Spielern ist es erlaubt, die Angriffe der Gegner mit diesen Körperteilen abzuwehren.
Treffer von Kurz- oder Langpompfe bedeuten Auszeit von 3 Steinen, Kettentreffer führen zu 5 Steinen Auszeit. Treffer der eigenen Mannschaft zählen nicht. Headshot (Treffer am Kopf, dazu zählen auch Haar-/Barttracht) / Groinshot / Boobieshot (in die Weichteile (Männer Hoden, Frauen Scham und auch Brüste) – sofern so schmerzhaft, dass man ausfällt) bedeuten 5 Steine Auszeit für den Angreifer. Trefferzone ist nur der Rumpf und Extremitäten oberhalb Knie und oberhalb Ellenbogen. Auch Kleidung in der Trefferzone sind Treffer (s. o.).
Pinnen ist nur durch den Treffenden möglich. Der Läufer kann nicht gepinnt werden. Doppeltreffer („Double“) sind anzusagen und führen dazu, dass beide Spieler weiterspielen können. Auszeiten sind üblicherweise im Knien zu verbringen. Sofern dies zu Schmerzen (z. B. aufgrund von Knieproblemen) führt, kann man sie auch im Stehen mit der/den Pompfe/n über den Kopf gehoben verbringen. Eine Hand soll dann die Steine/Auszeit abzählen.

### Ablauf
Die Spielrunden starten in einem Kreis von 4 m Durchmesser in der Mitte des Feldes. In dessen Mitte liegt der Schädel. Die beiden Qwiks ringen um den Besitz des Spielballs (es gibt keine Ring-Regel). Solange beide Qwiks im Kreis sind, sind sie nicht angreifbar. Erst sobald mindestens ein Fuß außerhalb ist, sind die Angriffe der Pompfer wirksam.

## Spielbetrieb
Neben den meist wöchentlich an den jeweiligen Standorten stattfindenden Trainings werden in Deutschland zahlreiche Turniere veranstaltet.
Das Siegerteam erhält den entsprechenden Titel, welcher neben ausgefallenen Kreationen wie etwa Träger der Hamburger Standarte oft der des jeweiligen Landesmeisters ist.
- Badischer Meister (Villingen/Freiburg i. Br.)
- Bayerischer Meister (Waidhaus)
- Hessischer Meister (Darmstadt/Rotenburg a.d. Fulda)
- Schleswig-Holstein Meister (Rethwisch)
- Thüringer Meister (Jena)

Die Spielergemeinschaft reicht von einem LARP geprägten Flügel, welcher ein wesentliches Anliegen in den die Turniere begleitenden Partys sieht, bis zu einem, der Jugger als ernstzunehmenden Sport verstanden wissen will. Trotz dieses Spannungsbogens kam es bisher nicht zu einer Spaltung.
Mit dem Jugger Pöbelblock existiert seit 2012 ein loser Zusammenschluss von Spielern und Fans, der die Endspiele von Turnieren nach Vorbild der Ultras mit Performances und Gesängen begleitet.

### Deutsche Meisterschaft
Einmal jährlich wird mit der Deutschen Meisterschaft die umfangreichste Jugger-Veranstaltung ausgetragen. Der Gewinner erhält den Titel des Deutschen Meisters. Ungeachtet des Namens können auch nicht-deutsche Teams teilnehmen, weswegen solche Turniere auch German Open genannt werden.
Der Austragungsort der Deutschen Meisterschaft wird von Januar bis Ende Februar durch die Teams, welche auch über Regeländerungen entscheiden, abgestimmt.
| Jahr | Austragungsort          | Anzahl teilnehmender Teams | Sieger                           | Bemerkung                                                          |
| ---- | ----------------------- | -------------------------- | -------------------------------- | ------------------------------------------------------------------ |
| 1998 | Berlin                  | 05                         | Merciless Bastards (Hamburg)     |                                                                    |
| 1999 | Berlin                  | 07                         | Gorditos Cojones (Hamburg)       |                                                                    |
| 2000 | Berlin                  | 07                         | Gorditos Cojones (Hamburg)       |                                                                    |
| 2001 | Berlin                  | 07                         | Gorditos Cojones (Hamburg)       |                                                                    |
| 2002 | Berlin                  | 05                         | Gorditos Cojones (Hamburg)       |                                                                    |
| 2003 | Berlin                  | 07                         | Gorditos Cojones (Hamburg)       |                                                                    |
| 2004 | Berlin                  | 14                         | Gorditos Cojones (Hamburg)       |                                                                    |
| 2005 | Berlin                  | 08                         | Rigor Mortis (Berlin)            |                                                                    |
| 2006 | Berlin                  | 10                         | Gorditos Cojones (Hamburg)       |                                                                    |
| 2007 | Berlin                  | 17                         | Rigor Mortis (Berlin)            | 1. German Open                                                     |
| 2008 | Berlin                  | 31                         | Grünanlagen Guerilla (Berlin)    | 2. German Open                                                     |
| 2009 | Berlin                  | 36                         | Rigor Mortis (Berlin)            | [ 12 ]                                                             |
| 2010 | Berlin                  | 24                         | Rigor Mortis (Berlin)            | [ 13 ]                                                             |
| 2011 | Waidhaus                | 32                         | Rigor Mortis (Berlin)            | [ 15 ]                                                             |
| 2012 | Berlin                  | 61                         | Rigor Mortis (Berlin)            | 3. German Open, parallel fand ein Kinder- und Jugendturnier statt. |
| 2013 | Berlin                  | 60                         | Murcia jugger selection (Murcia) | 4. German Open, parallel fand ein Kinder- und Jugendturnier statt. |
| 2014 | Villingen- Schwenningen | 64                         | Rigor Mortis (Berlin)            | 1. offene Weltmeisterschaft                                        |
| 2015 | Berlin                  | 61                         | Verracos (Murcia)                | [ 19 ]                                                             |
| 2016 | Waidhaus                | 61                         | Verracos (Murcia)                | XIX. Jugger-DM                                                     |
| 2017 | Darmstadt               | 20                         | Zonenkinder (Jena)               | 20. Jugger-DM                                                      |
| 2018 | Rethwisch               | 21                         | Rigor Mortis (Berlin)            | 21. Jugger-DM                                                      |
| 2019 | Jena                    | 22                         | Rigor Mortis (Berlin)            | 22. Jugger-DM                                                      |
| 2020 | —                       | —                          | —                                | wegen Corona-Maßnahmen ausgefallen                                 |
| 2021 | —                       | —                          | —                                | wegen Corona-Maßnahmen ausgefallen                                 |
| 2022 | Berlin                  | 24                         | Rigor Mortis (Berlin)            | 23. Deutsche Meisterschaft                                         |
| 2023 | Jena                    | 24                         | Rigor Mortis (Berlin)            | 24. Deutsche Meisterschaft                                         |
| 2024 | Darmstadt               | 20                         | Seven Sins (Sinsheim)            | 25. Deutsche Meisterschaft                                         |

### Juggerligen

#### German Jugger League
In der German Jugger League (GJL) wird im jährlichen Rhythmus um den Titel Ligasieger der German Jugger League gespielt. Die Ligasaison beginnt am 1. Mai eines Jahres und endet am 31. Oktober desselben Jahres. Bis zur Saison 2014 versuchten die Mannschaften, möglichst viele Punkte auf Ligaturnieren zu erzielen. Die Mannschaft mit den meisten Punkten am Ende der Saison wurde Ligasieger. Die GJL ist von der Deutschen Meisterschaft unabhängig. Die Titel Deutscher Meister und Ligasieger der German Jugger League sind zu unterscheiden.
Die GJL umfasste im Jahr ihrer Gründung vier Turniere (Freiburg/Waidhaus/Hamburg/Berlin). In den letzten Jahren schwankte die Anzahl der Ligaturniere pro Jahr zwischen zwei und acht. Die GJL hat das Ziel, Jugger als Sport zu betreiben. Allzu martialische und rollenspielähnliche Darstellungen werden innerhalb der Liga nicht durchgeführt.
Rekord-Ligameister ist Rigor Mortis (Berlin). Dabei hat Rigor Mortis den Titel 2015 zum elften Mal in Folge gewonnen. Zuvor war Drachenblut (Waidhaus) zweifacher Ligameister. 2016 gewann das Team HaWu AllstarZ (Gevelsberg) die GJL Playoffs in Jena. 2017 wurden die Playoffs der Liga als 20. Deutsche Meisterschaft in Darmstadt ausgetragen, bei denen die Zonenkinder aus Jena zum ersten Mal den Titel gewannen.
Regionale Qualifikationen seit 2015
Für die Saison 2015 wurde die GJL umstrukturiert. Erstmals gab es regionale Vorausscheidungen, in denen sich die 24 besten Teams für die 1. Playoff-Finals der German Jugger League qualifizieren konnten. Deutschland wurde unterteilt in die Regionen Nord-West, Nord-Ost, West, Mitteldeutschland und Süd, in denen durch Obleute organisierte Qualifikationen ausgetragen wurden.
Ligalogo
In Anlehnung an das Logo der Fußball-Bundesliga entstand 2003 das Ligalogo der GJL. Man spricht trotz des englischen Wortes „League“ von der Jugger-Liga. Der englische Begriff wurde gewählt, um die richtige Aussprache des Wortes „Jugger“ sicherzustellen.
Trophäe

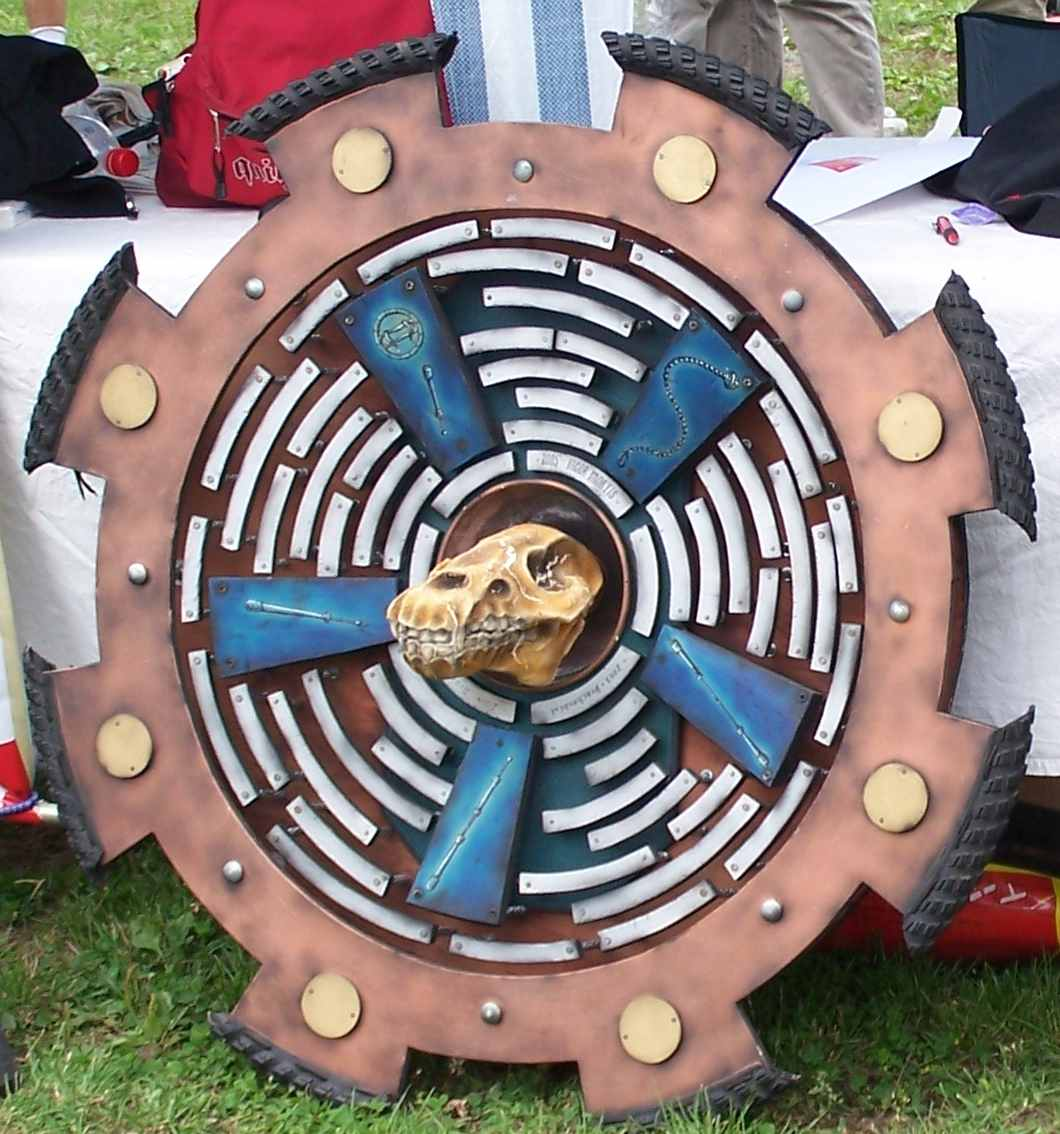
Die Ligaschale

Die Ligaschale wurde 2004 zur 7. Deutschen Meisterschaft und gleichzeitig dem letzten Ligaturnier des Jahres vom Jugger e. V. Berlin fertiggestellt und konnte so, mit einjähriger Verspätung, den Ligasiegern 2003 und 2004, Drachenblut, überreicht werden.
Wer die Ligaschale gewinnt, darf seinen Teamnamen und das Jahr auf eines der silbernen Ringplättchen eintragen.
Wer diese Trophäe fünfmal gewinnt (wobei hier nicht wichtig ist, dass die fünf Mal in Folge sind), darf den Teamnamen und das Jahr auf eine der goldenen Plaketten schreiben. Auf diese Weise könnte dieser Pokal insgesamt 66 Jahre lang den Besitzer wechseln.
Auf der Rückseite der Ligaschale stehen die Regeln, nach denen sie vergeben wird.
Ligaturniere
In früheren Saisons fanden Ligaturniere in Bad Oldesloe, Berlin, Darmstadt, Freiburg i. Br., Hamburg, Hannover, Homburg, Jena, Lübeck, Lippstadt, Lüneburg, Oldenburg, Saarbrücken, Villingen-Schwenningen und Waidhaus statt.

#### Open Jugger League
Die Open Jugger League begründete sich aus dem Ziel, eine freiere Variante eines messbaren Wettstreits auszuführen. Grundlegender Unterschied ist die Planung der Begegnungen: Diese finden nicht wie in der GJL innerhalb eines festgelegten Turnierbaumes statt, sondern per Absprache der Teams auf den stattfindenden Turnieren. Die OJL wird seit dem Frühjahr 2012 gespielt und findet vor allem in Süddeutschland Zuspruch. Führender der Rangliste 2012 bei neun Teilnehmern war das Team Gossenhauer (Freiburg), es wurden jedoch keine Playoffs ausgespielt. 2013 pausierte die OJL. In der Saison 2014 nahmen 14 Mannschaften an der OJL teil. Die Playoffs wurden am 11. Oktober 2014 in Freiburg ausgetragen. Siegen konnten die Gastgeber Gossenhauer vor den Ranglisten-Führenden Pink Pain (Darmstadt).
Ab der Saison 2015 übernahm die „Jugger Arbeitsgruppe Süd“ (JAGS) die Verwaltung der OJL. In dieser Saison nahmen 23 Mannschaften aus Hessen, Rheinland-Pfalz, dem Saarland, Baden-Württemberg und Bayern an der OJL teil. Bei den Playoffs am 19. September entsprachen die ersten drei Plätze auch der abschließenden Rangliste: Pink Pain setzte sich gegen die TackleTiger (Karlsruhe) und die Gossenhauer durch. In der Saison 2016 spielten 19 Mannschaften in der OJL mit. Bei den Playoffs in Darmstadt gewannen die Mainzer Marodeure (zweite der Rangliste) gegen die Gastgeber Pink Pain (vierte der Rangliste). 2017 dominierten die Darmstädter Pink Pain die Rangliste deutlich und gewannen auch die Playoffs gegen die Zweitplatzierten Bob Jugger.